# كيه (أنمي)
كيه (وتسمى K المشروع أيضا) هو مسلسل أنمي ياباني تلفزيوني، من إنتاج استوديو غو هاندز وإخراج شينغو سوزوكي. عرض الأنمي في 5 أكتوبر عام 2012 واستمر عرضه حتى 28 ديسمبر عام 2012، وتكون من 13 حلقة.

## وصلات خارجية
- ك على موقع IMDb (الإنجليزية)
- ك على موقع نتفليكس (الإنجليزية)
- ك على موقع كينوبويسك (الروسية)
- ك على موقع قاعدة بيانات الفيلم (الإنجليزية)
- ك على موقع ANN anime (الإنجليزية)